# Convent de les monges Carmelites Terciàries Descalces
Convent de les monges Carmelites Terciàries Descalces és un edifici del municipi de Valls (Alt Camp) protegit com a bé cultural d'interès local.

## Descripció
Edifici entre mitgeres que fa cantonada amb la Muralla del Castell. Consta de planta baixa i 3 pisos. La planta baixa presenta porta d'entrada amb llinda ornamentada amb volutes, que sostenen el balcó del primer pis, cosa que es repeteix en les finestres (dues de simples i una de 3 obertures). Al primer pis hi ha cinc balcons que acaben en llinda decorada i cornisa, composició que es repeteix en el segon pis. El tercer pis presenta obertures quadrades, així com esgrafiats. L'edifici es corona amb cornisa i terrat amb barana. Quatre bandes verticals separen compositivament els cossos de la façana. La mateixa tipologia, menys treballada, es repeteix al carrer de la Muralla del Castell.

## Història
L'edifici data de 1890. El 4 d'octubre de 1904 la propietària, maria Carnicer Olivà, atorgà els beneficis del lloguer als sacerdots. El 4 d'agost de 1906 nomenà hereus a Joan i Josep Morià Calvet, que, en 1910 en feren donació a la congregació de les carmelites, amb la missió d'alfabetitzar les noies obreres de la vila, hostatjar sacerdots i oferir serveis gratuïts de vetlla als malalts. El 10 d'octubre de 1923, els propietaris van vendre l'edifici, a perpetuïtat, a la congregació. En l'actualitat s'utilitza com a asil d'ancianes.